# Капитонов, Виктор Арсеньевич
Ви́ктор Арсе́ньевич Капито́нов (25 октября 1933, Калинин — 2 марта 2005, Москва) — советский велогонщик, первый советский олимпийский чемпион по велоспорту, тренер национальной сборной СССР по велоспорту. Заслуженный мастер спорта СССР (1959). Заслуженный тренер СССР. Кандидат педагогических наук.

## Образование
В 1968 году окончил Военный факультет при Государственном дважды орденоносном институте физической культуры имени П. Ф. Лесгафта.

## Биография
Мастер спорта СССР (1955). Неоднократный чемпион СССР: 1959 год — в парной гонке по треку; 1962-й — в командной гонке по шоссе; 1956-й — в многодневной гонке; 1958-й — в групповой и командной гонке. Выступал за ЦСКА.
Семь раз стартовал в велогонке мира. Победитель этой гонки в командном зачёте — 1958-й, 1959-й, 1961-й и 1962-й годы.
На первых для себя Олимпийских играх 1956 года в Мельбурне Виктор Капитонов выступил неудачно, в шоссейной гонке он был тридцать вторым, причиной провала стало падение в ходе гонки, в командной гонке советские велосипедисты заняли 6 место. На следующих Олимпийских играх в Риме, в составе четвёрки в рамках командной гонки Капитонов становится бронзовым призёром Игр. В шоссейной групповой гонке стал чемпионом Олимпийских игр, обойдя на финишной черте лишь на полколеса итальянца Ливио Трапе (это было единственное поражение итальянских велогонщиков на домашних Играх — остальные пять золотых медалей они выиграли). В следующих Олимпийских играх Капитонов уже участия не принимал, полностью сконцентрировавшись на тренерской работе.
С 1965 по 1985 год — главный тренер сборной команды велосипедистов-шоссейников. Член КПСС — с 1967 года. В 1975 и 1976 годах назван лучшим тренером СССР и награждён золотой медалью за подготовку сборной СССР к чемпионату мира 1970 года, где она впервые стала чемпионом мира в командной гонке. Под его руководством команда СССР побеждала на велогонке Мира — в 1970—1972, 1975 и 1977 годах.
В 1983 году защитил диссертацию, получив степень кандидата педагогических наук.
Скончался 5 марта 2005 года в Москве на 72-м году жизни.

## Семья
Жена Капитонова (Захарова) Елена Ивановна (11 июня 1941 — 7 декабря 2013), заслуженный тренер России по спортивной гимнастике. Работала тренером-хореографом гимнастического клуба «Динамо-Москва» имени М. Я. Воронина. Снималась в кинофильме «Новенькая» (1968). Похоронена на Троекуровском кладбище города Москвы.
Дети Юлия и Владимир Капитоновы.

## Награды и звания
- Орден Ленина (16 сентября 1960) — за успешные выступления в XVII летних и VIII зимних Олимпийских играх 1960 года, а также за выдающиеся спортивные достижения[3]
- Орден «Знак Почёта»
- Орден Дружбы народов
- Орден Октябрьской революции
- Благодарность Президента Российской Федерации (24 октября 2003) — за большой вклад в развитие физической культуры и спорта
- Почётный гражданин Твери